# Danae algoensis
Danae algoensis is een keversoort uit de familie zwamkevers (Endomychidae). De wetenschappelijke naam van de soort werd in 1905 gepubliceerd door Henry Stephen Gorham.